# Federacja Regionalnych Związków Gmin i Powiatów RP
Federacja Regionalnych Związków Gmin i Powiatów RP – organizacja samorządowa, zrzeszającą w regionalnych związkach i stowarzyszeniach kilkaset gmin i powiatów z całej Polski oraz województwa. Siedziba federacji mieści się w Kamienicy Śliwińskich przy ulicy Mikołajskiej 4 w Krakowie.

## Historia i działalność
Federacja Regionalnych Związków Gmin i Powiatów RP została utworzona w roku 1993. Przewodniczącym Federacji jest Kazimierz Barczyk. 
W latach 1999 do 2012 Federacja prowadziła Regionalne Centrum Informacji Europejskiej – oficjalne przedstawicielstwa CIE Urzędu Komitetu Integracji Europejskiej na województwo małopolskie oraz – od roku 2004 – punkt EUROPE DIRECT, należący do sieci informacyjnej Komisji Europejskiej. Od 2013 roku, na zlecenie Ministerstwa Spraw Zagranicznych, Federacja prowadzi Regionalny Ośrodek Debaty Międzynarodowej w Krakowie. 

## Członkowie Federacji
- Podkarpackie Stowarzyszenie Samorządów Terytorialnych
- Stowarzyszenie Gmin i Powiatów Małopolski
- Stowarzyszenie Gmin Babiogórskich
- Stowarzyszenie Gmin, Powiatów i Regionów Nadbużańskich
- Stowarzyszenie Gmin Regionu Południowo-Zachodniego Mazowsza
- Stowarzyszenie Gmin Szansa Białej Przemszy
- Stowarzyszenie Gmin Uzdrowiskowych RP
- Stowarzyszenie Powiatów i Gmin Ziemi Łęczyckiej
- Unia Miasteczek Polskich
- Związek Gmin Jurajskich
- Związek Gmin Kwisa
- Związek Gmin Lubelszczyzny
- Związek Miast i Gmin Morskich
- Związek Gmin Pomorskich
- Związek Gmin Warmińsko-Mazurskich
- Związek Gmin Ziemi Dobrzyńskiej
- Fundacja Rozwoju Samorządności i Prasy Lokalnej
- Instytut Administracji Publicznej